# Shadow (film, 2018)
Pour les articles homonymes, voir Shadow.
Pour plus de détails, voir Fiche technique et Distribution.
Shadow (影, Yǐng) est un film chinois réalisé par Zhang Yimou, sorti en 2018.

## Synopsis
Dans un des Trois Royaumes de Chine (Chine du IIIe siècle), 
le chef blessé d'une armée royale complote pour s'emparer du trône à l'aide d'un sosie par l'invasion d'une ville convoitée.

## Fiche technique
- Titre : Shadow
- Titre original : 影  (Yǐng)
- Réalisation : Zhang Yimou
- Scénario : Zhang Yimou et Wei Li
- Photographie : Zhao Xiaoding
- Montage : Zhou Xiaolin
- Musique : Lao Zai
- Pays d'origine : Chine
- Format : Couleurs - 35 mm - 2,35:1
- Genre : action, drame
- Dates de sortie : 
  - Italie : 6 septembre 2018 (Mostra de Venise 2018)
  - Chine : 30 septembre 2018
  - Suisse romande : 7 juillet 2019 (Festival international du film fantastique de Neuchâtel 2019),

## Distribution
- Deng Chao : le commandant
- Sun Li : Madame, la femme du commandant
- Zheng Ryan : le roi de Pei
- Wang Qianyuan : le capitaine Tian
- Wang Jingchun : le ministre Lu
- Hu Jun : le général Yang
- Guan Xiaotong : la princesse (la sœur du roi)
- Leo Wu Lei : Ping, le fils du général Yang

## Distinctions

### Récompenses
- 55e cérémonie des Golden Horse Film Festival and Awards : meilleur réalisateur, meilleurs effets spéciaux, meilleure direction artistique et meilleurs maquillages et costumes[1]

### Sélection
- Mostra de Venise 2018 : Sélection hors compétition[2]